# عديم الكيس الجبلي
عديم الكيس الجبلي (الاسم العلمي: Asaccus montanus)، يُعرف باسم وزغ ورقي الأصابع الجبلي. نوع من السحالي من فصيلة ورقيات الأصابع. يستوطن سلطنة عمان.